# Louis Vuitton Trophy
Il Louis Vuitton Trophy è stata una manifestazione velica riservata a barche di Classe Coppa America (IACC), organizzata dalla World Sailing Team Association, un'associazione di 8 sindacati aspiranti alla conquista dell'America's Cup, al fine di continuare a mantener vivo l'interesse degli appassionati per le regate della Classe nell'attesa dello svolgimento della XXXIII edizione della Coppa, sconvolta da un lungo conflitto legale. La sua ideazione ebbe origine dal grande successo di partecipazione e seguito riscontrato dalle Louis Vuitton Pacific Series, svoltesi in Nuova Zelanda nel gennaio-febbraio 2009, evento di cui il LV Trophy ricalca lo spirito, l'organizzazione ed il formato, improntati ad una notevole flessibilità.

## Formula
La manifestazione comprendeva 5 "eventi", in diverse parti del globo, ciascuno organizzato da uno dei membri dell'associazione (World Sailing Team Association). 
In generale, comunque, era previsto almeno un round-robin iniziale, in cui tutti i contendenti si sfidavano tra loro, ed una fase conclusiva ad eliminazione diretta, culminante in una serie finale. Per ulteriori dettagli sull'organizzazione, si rimanda dunque ai singoli eventi.

## Partecipanti
I criteri di partecipazione furono  molto flessibili: ad ogni sindacato interessato, infatti, venne lasciata di volta in volta la libera scelta di prendere parte al singolo evento o meno. In totale, 9 sindacati hanno figurato in almeno uno dei primi due atti della competizione, fra cui BMW Oracle Racing, nel frattempo vincitore dell'America's Cup, e 2 team italiani: Azzurra, che ha riportato, inoltre, la vittoria nel primo evento del Trofeo, e Mascalzone Latino, Challenger of Record per la XXXIV America's Cup. 
Dopo la partecipazione alle Louis Vuitton Pacific Series, nell'aprile 2010, annunciò la propria adesione anche Luna Rossa, portando così a 3 il numero di sindacati italiani.
| Paese            | Sindacato                 | Yacht Club                                    | Skipper                       | Note                                                                 |
| ---------------- | ------------------------- | --------------------------------------------- | ----------------------------- | -------------------------------------------------------------------- |
| Nuova Zelanda    | Emirates Team New Zealand | Royal New Zealand Yacht Squadron              | Dean Barker                   | Organizzatore - Auckland Vincitore - Auckland, La Maddalena          |
| Stati Uniti      | BMW Oracle Racing         | Golden Gate Yacht Club                        | James Spithill                | Defender dell'America's Cup                                          |
| Francia Germania | ALL4ONE Challenge         | Cercle de la Voile de Paris Kieler Yacht-Club | Sébastien Col Jochen Schümann | Organizzatore - Nizza Costa Azzurra                                  |
| Italia           | Azzurra                   | Yacht Club Costa Smeralda                     | Francesco Bruni               | Vincitore - Nizza Costa Azzurra                                      |
| Regno Unito      | Team Origin               | Royal Thames Yacht Club                       | Ben Ainslie                   |                                                                      |
| Russia           | Team Synergy              | -                                             | Karol Jablonski               |                                                                      |
| Svezia           | Artemis Racing            | Regio Yacht Club Svedese                      | Paul Cayard                   |                                                                      |
| Italia           | Mascalzone Latino         | Club Nautico di Roma                          | Gavin Brady                   | Challenger of Record dell'America's Cup Organizzatore - La Maddalena |
| Francia          | French Spirit             | -                                             | Bertrand Pacé                 |                                                                      |
| Italia           | Luna Rossa                | Yacht Club Italiano                           | Ed Baird                      | Iscritto a partire da La Maddalena                                   |

Da notare come, a differenza della Louis Vuitton Cup, i sindacati partecipanti vennero considerati entità autonome e non piuttosto emanazioni di circoli velici, cui soli spetta la presentazione delle sfide al Defender dell'America's Cup.

## Barche
Così come avvenuto nelle LV Pacific Series, vennero impiegate imbarcazioni appartenenti all'International America's Cup Class (IACC) già costruite, fornite in prestito da alcuni dei sindacati partecipanti e appositamente modificate in modo da rendere le loro prestazioni le più uniformi possibili.

## Le sedi
La città di Nizza è stata, dal 7 novembre al 22 novembre 2009, la sede del primo evento, conclusosi con la vittoria degli italiani di Azzurra su Team New Zealand. Dal 9 al 21 marzo 2010, Auckland ha ospitato il secondo atto, vinto dai padroni di casa neozelandesi su Mascalzone Latino, mentre La Maddalena è stata la terza sede dal 22 maggio al 6 giugno 2010, ancora con successo finale dei kiwi sui russi di Synergy. La competizione è proseguita poi a Dubai in novembre. La tappa di Hong Kong nel gennaio 2011 è stata annullata per il desiderio dei contendenti di focalizzarsi sulla 34ª America's Cup.
| Data                      | Luogo        | Vincitore                 | Finalista                 |
| ------------------------- | ------------ | ------------------------- | ------------------------- |
| 7 - 22 novembre 2009      | Nizza        | Azzurra                   | Emirates Team New Zealand |
| 9 - 21 marzo 2010         | Auckland     | Emirates Team New Zealand | Mascalzone Latino         |
| 22 maggio - 6 giugno 2010 | La Maddalena | Emirates Team New Zealand | Team Synergy              |
| 13 - 28 novembre 2010     | Dubai        | Emirates Team New Zealand | BMW Oracle                |
| 9 - 24 gennaio 2011       | Hong Kong    | –                         | –                         |